# Langflügel-Sturmvogel
|  | Dieser Artikel wurde aufgrund von formalen oder inhaltlichen Mängeln in der Qualitätssicherung Biologie im Abschnitt „Vögel“ zur Verbesserung eingetragen. Dies geschieht, um die Qualität der Biologie-Artikel auf ein akzeptables Niveau zu bringen. Bitte hilf mit, diesen Artikel zu verbessern! Artikel, die nicht signifikant verbessert werden, können gegebenenfalls gelöscht werden. Lies dazu auch die näheren Informationen in den Mindestanforderungen an Biologie-Artikel. Begründung: Ungeeignete Quelle |

Der Langflügel-Sturmvogel (Pterodroma macroptera) ist ein Wasservogel, der im Südlichen Ozean lebt und brütet.

## Gefährdung
Diese Vogelart ist in der Roten Liste der IUCN als „least concern“, also am wenigsten gefährdet eingestuft.

## Taxonomie
Die Art gehört der Ordnung der Röhrennasen (Procellariiformes) und der Familie der Sturmvögel (Procellariidae) an. Sie zählt zu den Hakensturmtauchern (Pterodroma) und wurde früher in zwei Unterarten eingeteilt.
Die erste Unterart sind die sogenannten Pterodroma (P) macroptera (m) und die zweite Unterart wurde als P. m. gouldi bezeichnet. Letztere ist in Neuseeland heimisch und seit 2014 als eigenständige Art anerkannt – unter dem Namen „Graugesichtssturmvogel“ (Pterodroma gouldi).

## Beschreibung
Der Langflügel-Sturmvogel hat ein charakteristisches Erscheinungsbild, welches ihn von anderen Sturmvögeln unterscheidet. Dazu zählt sein Gefieder, welches überwiegend dunkelbraun bis schwarz gefärbt ist und eine hellere Unterseite hat, wodurch er sich gut im und am Wasser tarnen kann. Die großen und langgezogenen, wenngleich schmalen Flügel ermöglichen dem Langflügel-Sturmvogel eine hohe Fluggeschwindigkeit und Effizienz im Gleitflug. Der Oberschnabel des Vogels ist typischerweise gerade mit einer halbrunden Spitze. Diese spezielle Struktur dient dazu, Beute sehr effektiv von der Wasseroberfläche zu fangen. Seine großen Augen sind sehr auffällig und unterstützen ihn bei der Jagd unter schlechten Sichtverhältnissen. Diese Merkmale und Unterscheidungen von anderen Vogelarten sind kennzeichnend und wichtig für seine Lebensweise als Hochseevogel. Deshalb sind seine Beine auch relativ kurz und weit hinten an seinem Körper gelegen. Er kann sich so auch im Wasser leicht und schnell fortbewegen. Insgesamt beträgt seine Körperlänge zwischen 42 und 45 cm.

## Verbreitung
Der Langflügel-Sturmvogel brütet auf der Südhalbkugel – zwischen 30 und 50 Grad Süd – mit einzelnen Kolonien auf den Inseln Tristan da Cunha, Gough Island, den Crozet Islands, den Prince Edward Islands, den Kerguelen und an den Küsten Südaustraliens. Er ist ein seltener Vagabund im Pazifischen Ozean vor der Küste Kaliforniens.
Der Lebensraum des Langflügel-Sturmvogels erstreckt sich über die offenen Gewässer des Indopazifiks. Er bevorzugt küstennahe Gebiete sowie tiefe Ozeane, in welchen reichlich Nahrung vorhanden ist. Besonders in der Nähe von abgelegenen Inseln ist die Art deshalb häufig anzutreffen, da dort der Nestbau und ungestörtes Brüten möglich ist. Ein gutes Beispiel dafür sind die Chatham-Inseln in Neuseeland.
Ursprünglich kommt die Art aus den warmen Gebieten des Indopazifiks, welche eine Vielzahl reichhaltiger Nahrungsressourcen und umfangreicher Lebensräume bieten. Durch seine Fähigkeit, weite Strecken über Land, aber vor allem über den Ozean zurückzulegen, findet er verschiedene Nahrungsquellen und kann sich an unterschiedliche Umgebungen anpassen.

## Ernährung
Die Art ernährt sich hauptsächlich von Tintenfischen und in geringerem Maße von Fischen und Krebstieren. Der Langflügel-Sturmvogel kann diese Nahrungsquellen durch seinen extrem ausgeprägten Geruchssinn aufspüren, welcher bis in die Tiefen des Ozeans reicht. Die Beute wird im Allgemeinen nachts durch Eintauchen und Greifen an der Wasseroberfläche gefangen. Gelegentlich verfolgt der Vogel Wale oder verbindet sich mit anderen verwandten Vogelarten, um sich zu ernähren. Auch Luftströmungen und Wellenbewegungen nutzt er zur Fortbewegung über das Wasser, um Nahrung zu finden.

## Fortpflanzung
Die Fortpflanzung des Langflügel-Sturmvogels erfolgt typischerweise in Kolonien auf abgelegenen Inseln. Die Brutzeit beginnt meist im späten Frühjahr oder frühen Sommer, bzw. im südlichen Winter (April), da sich der Lebensraum der Art auf die Südhalbkugel beschränkt. Höhlen oder oberirdische Zwischenräume lokaler Felsbrocken eignen sich für den Langflügel-Sturmvogel am besten für die Brut.
Jedes Paar legt ein einzelnes Ei in ein Nest aus Pflanzenmaterial oder direkt auf den Boden in einer geschützten Stelle ab. Beide Elternteile beteiligen sich an der Brutpflege und das Ei wird etwa 50 bis 60 Tage lang bebrütet. Nach dem Schlüpfen bleibt das Küken einige Wochen im Nest, wo es von beiden Eltern gefüttert wird. Die Aufzucht erfolgt bis zum Herbst, bzw. südlichen Frühjahr/Sommer. Danach verlassen die jungen Vögel das Nest und beginnen ihr Leben auf dem offenen Meer. Diese Strategie maximiert die Überlebenschancen der Nachkommen in einem oft feindlichen marinen Umfeld.

## Verhalten
Das Verhalten des Langflügel-Sturmvogels ist stark an seine Lebensweise als Hochseevogel angepasst. Er ist bekannt für sein ausgeprägtes Sozialverhalten, welches durch seinen kolonialen Lebensstil während der Brutzeiten erforscht wurde. Die Fortpflanzung des Vogels erfolgt monogam und die Paare bleiben oft sogar über mehrere Jahre hinweg zusammen. Während der Fortpflanzungszeit zeigen sie ein auffälliges Balzverhalten.